# Thermonectus circumscriptus
Thermonectus circumscriptus is een keversoort uit de familie waterroofkevers (Dytiscidae). De wetenschappelijke naam van de soort is voor het eerst geldig gepubliceerd in 1809 door Latreille.